# Robert Schmidt (piloto de bobsleigh)
Robert Schmidt fue un deportista alemán que compitió en bobsleigh. Ganó una medalla de oro en el Campeonato Mundial de Bobsleigh de 1931, en la prueba cuádruple.

## Palmarés internacional
| Campeonato Mundial | Campeonato Mundial   | Campeonato Mundial | Campeonato Mundial |
| Año                | Lugar                | Medalla            | Prueba             |
| ------------------ | -------------------- | ------------------ | ------------------ |
| 1931               | Sankt Moritz (Suiza) | Medalla de oro     | Cuádruple          |